# Schaereria cinereorufa
Schaereria cinereorufa är en lavart som först beskrevs av Schaer., och fick sitt nu gällande namn av Theodor 'Thore' Magnus Fries. Schaereria cinereorufa ingår i släktet Schaereria och familjen Schaereriaceae.  Arten är reproducerande i Sverige. Inga underarter finns listade i Catalogue of Life.